# Lưu trữ hydro

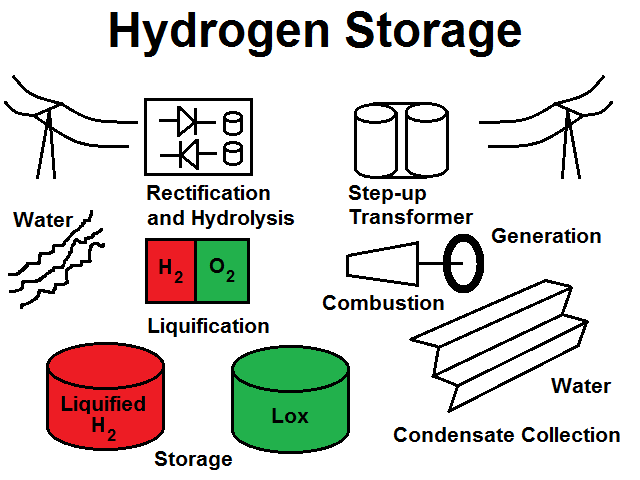
Kho chứa hydro lỏng dưới lòng đất

Lưu trữ hydro có thể được thực hiện bằng các phương pháp tiếp cận cơ học như áp suất cao và nhiệt độ thấp hoặc các hợp chất hóa học giải phóng H2 theo yêu cầu. Trong khi một lượng lớn hydro được sản xuất, nó chủ yếu được tiêu thụ tại nơi sản xuất, đặc biệt là để tổng hợp amonia. Mối quan tâm đến việc lưu trữ hydro được thúc đẩy bởi ý tưởng rằng nó có thể là một phương tiện để lưu trữ năng lượng, ví dụ: để bù đắp cho nguồn năng lượng không liên tục s. Thách thức bao trùm là nhiệt độ sôi rất thấp của H2: nó sôi vào khoảng 20,268 K (−252,882 °C hoặc −423,188 °F). Để đạt được nhiệt độ thấp như vậy đòi hỏi năng lượng đáng kể.